# بولين لورد
بولين لورد (بالإنجليزية: Pauline Lord)‏ هي ممثلة أمريكية، ولدت في 13 أغسطس 1890 في الولايات المتحدة، وتوفيت بنفس المكان في 11 أكتوبر 1950.

## أعمال

### أفلام
- (1935) ريشة في قبعتها

## وصلات خارجية
- بولين لورد على موقع IMDb (الإنجليزية)
- بولين لورد على موقع أول موفي (الإنجليزية)
- بولين لورد على موقع قاعدة بيانات برودواي على الإنترنت (الإنجليزية)
- بولين لورد على موقع قاعدة بيانات الفيلم (الإنجليزية)
- بولين لورد على موقع كينوبويسك (الروسية)